# 十字门站
十字門站是珠機城際鐵路的地下車站，位於广东省珠海市香洲区南灣南路下方，毗邻十字门商务区。本站於2020年8月18日開放啟用。

## 車站結構
| 地下一层 | 站厅层   | 进站口、出站口、售票处、候车厅      |  |  |
| 地下二层 | 1站台    | 珠机城际 珠海机场方向（下站：横琴） |  |  |
|          | 岛式站台 |                                     |  |  |
|          | 2站台    | 珠机城际 珠海方向（下站：珠海）     |  |  |

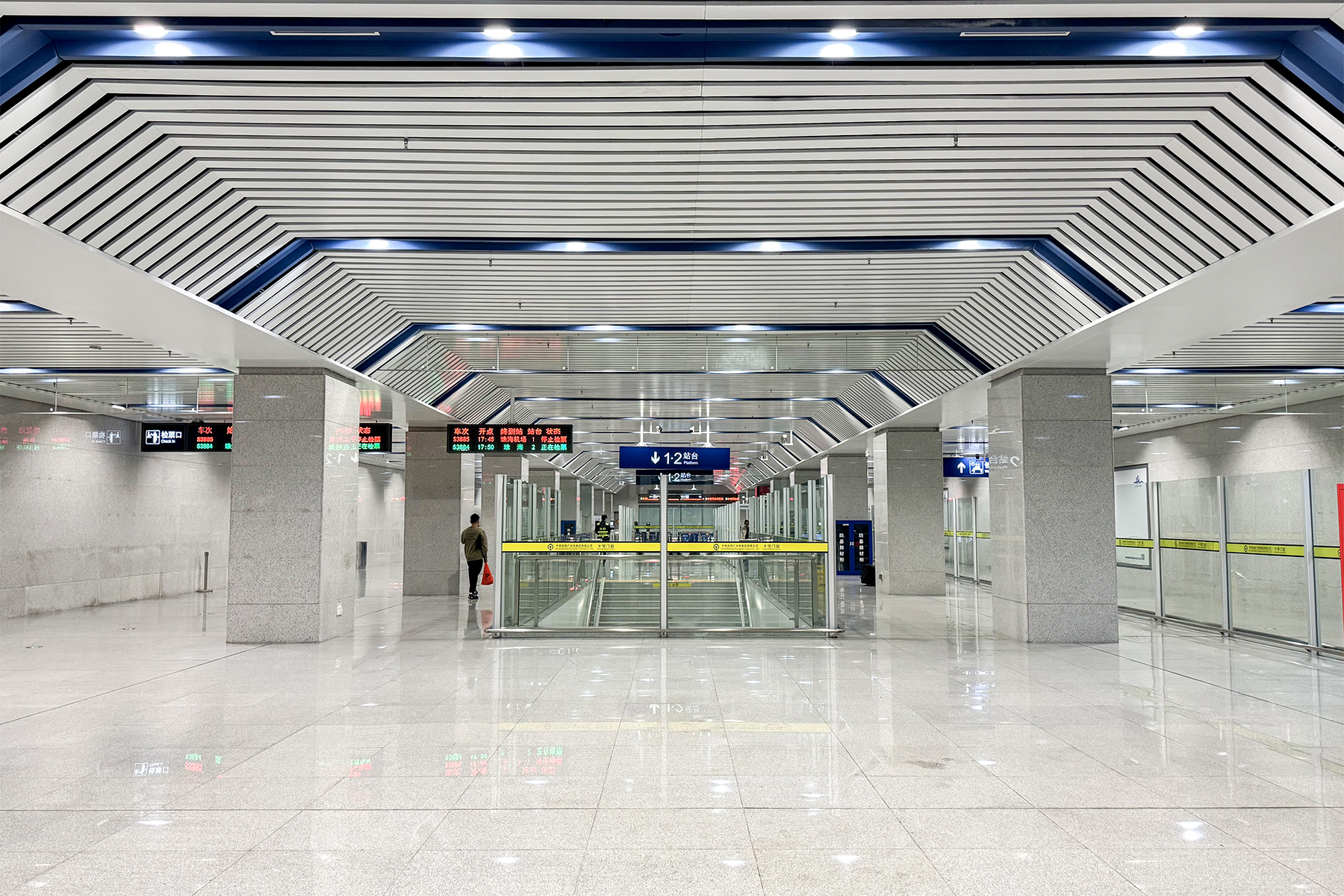
站厅
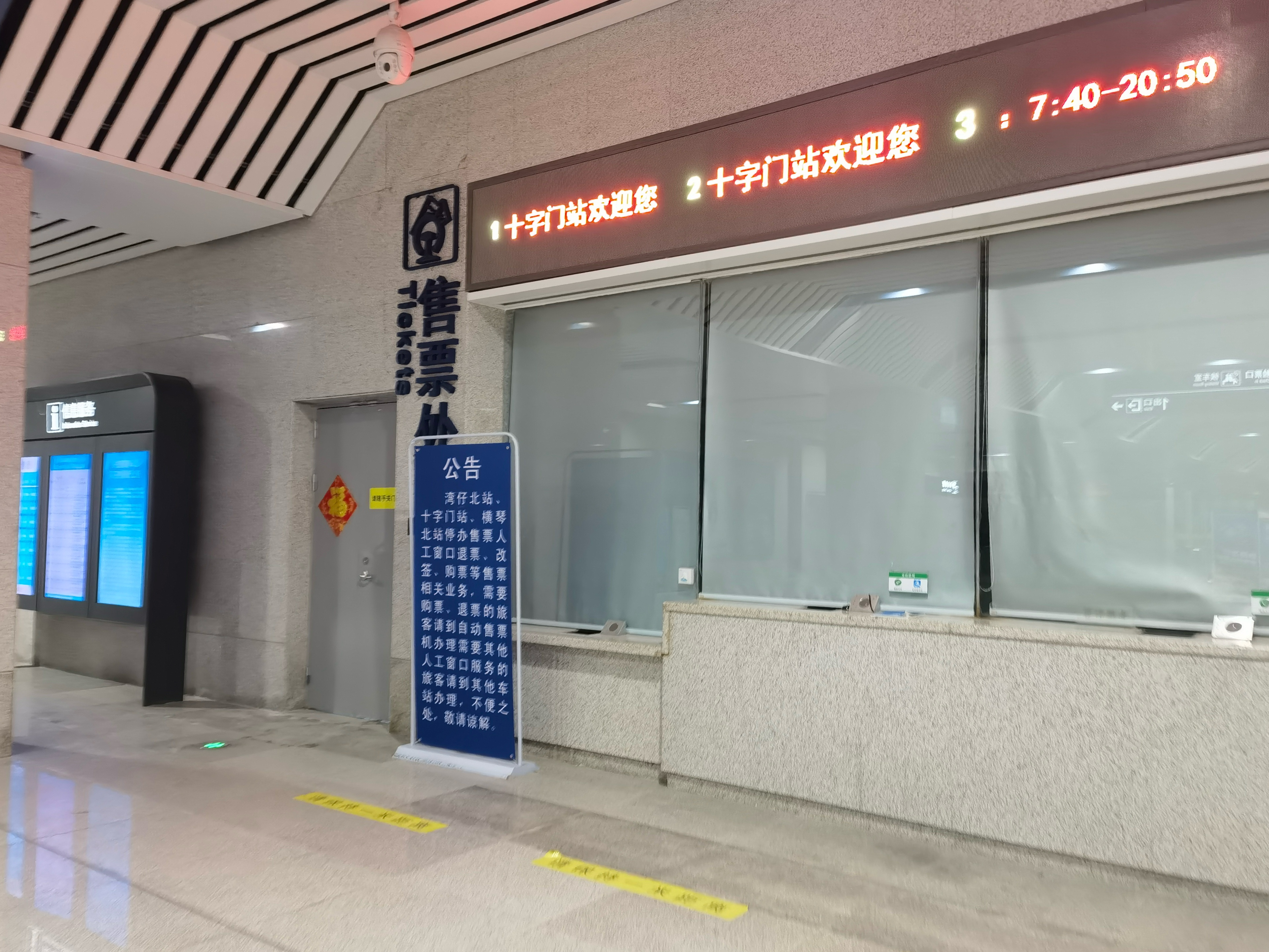
未开放的售票处
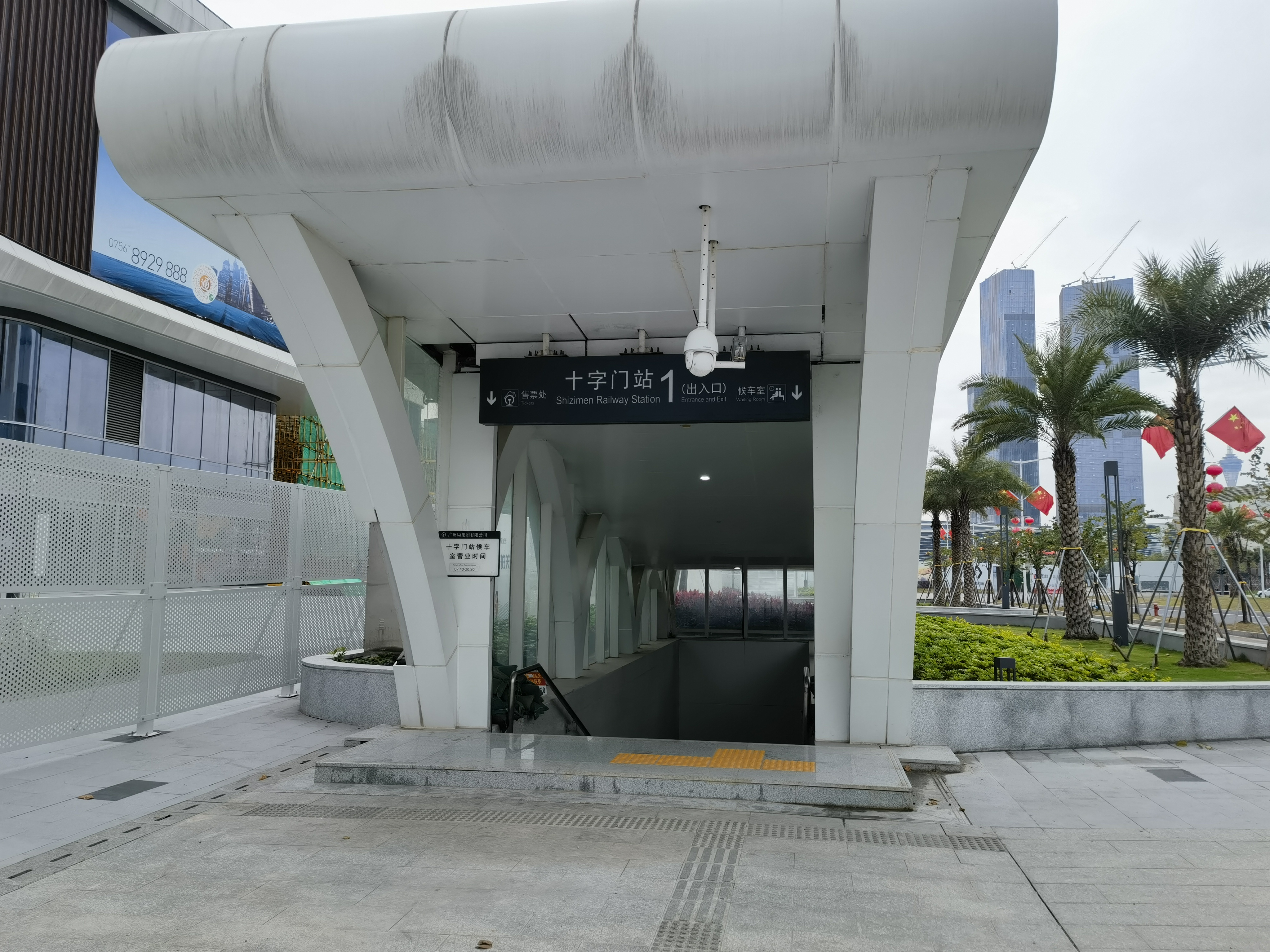
1号出口（唯一开放出口）
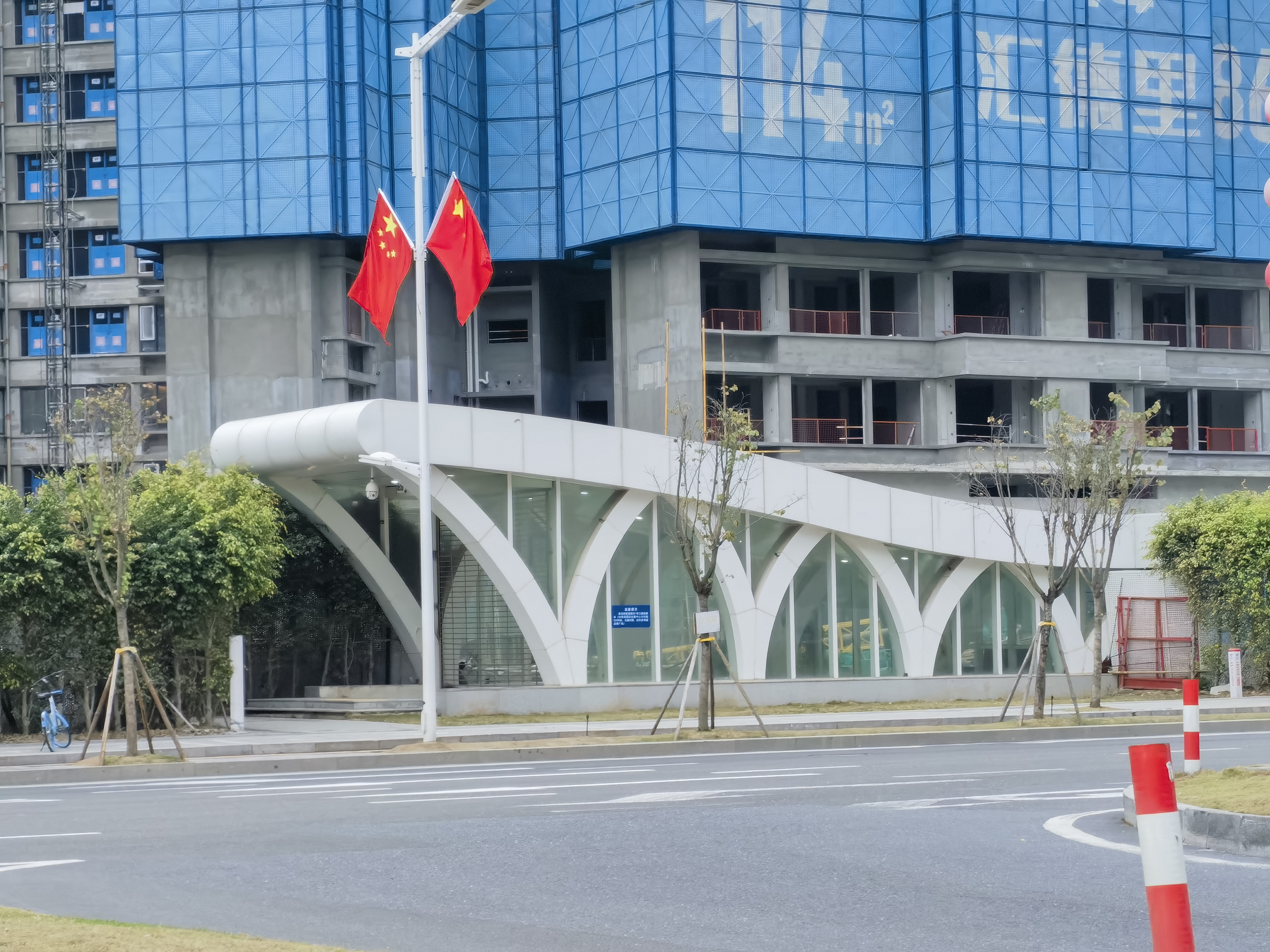
未开放出口

## 接駁交通
- 14路 (海虹總站-長隆)
- 61路 (華發新城總站-市婦兒醫院東)
- 62路 (圓明新園-橫琴口岸西)
- 86路 (南屏科技園-長隆)
- 87路 (前山總站-琴海西路總站)
- 89路 (城軌珠海站-創新方)
- K10路 (吉大總站-長隆)
- K11路 (香洲-長隆)
- Z30路 (南灣總站-保稅區北門，循環線)
- Z40路 (通航二路北-紅東)
- Z58路 (琴海西路總站-城軌十字門站)
- N20路 (城軌珠海站-橫琴口岸)

粗體以本站為始發站點。

## 附近建築
- 珠海国际会展中心
- 珠海中心大厦
- 十字门中央商务区